# Cartago (Kolumbien)
Cartago ist eine Gemeinde (Municipio) im Departamento Valle del Cauca in Kolumbien. Sie liegt etwa 187 Kilometer von der Departamentshauptstadt Cali entfernt.

## Geographie
Cartago liegt auf einer Höhe von ungefähr 917 Metern. An die Stadt grenzen im Norden Pereira, im Westen Ansermanuevo, im Süden Toro und Obando und im Osten Ulloa, Alcalá und Quimbaya.

## Bevölkerung
Die Gemeinde Cartago hat 134.972 Einwohner, von denen 133.086 im städtischen Teil (cabecera municipal) der Gemeinde leben (Stand 2019).

## Geschichte
Cartago wurde 1540 von Jorge Robledo am Río Otún gegründet, an der Stelle, wo sich heute die Stadt Pereira befindet. 150 Jahre später wurde die Stadt umgesiedelt an einen neuen Ort zwischen den Flüssen Cauca und La Vieja, wo sie heute noch liegt.

## Religion
In Cartago hat das Bistum Cartago in Kolumbien seinen Sitz.

## Infrastruktur
Cartago verfügt über einen Flughafen, den Aeropuerto Santa Ana (IATA-Code: CRC).

## Söhne und Töchter der Gemeinde
- Francisco Molinos del Campo (1785 – nach 1839), mexikanischer Diplomat
- Julián Mendoza Guerrero (1914–1984), römisch-katholischer Geistlicher, Bischof von Buga
- José Gabriel Calderón Contreras (1919–2006), katholischer Geistlicher, Bischof von Cartago (1962–1995)
- Pedro Rubiano Sáenz (1932–2024), katholischer Geistlicher, Erzbischof von Bogotá (1994–2010)
- Fernando Torres Durán (1937–2019), katholischer Geistlicher, Bischof von Chitré (1999–2013)
- José Soleibe Arbeláez (* 1938), katholischer Geistlicher, Bischof von Caldas (2002–2015)
- Carlos Holmes Trujillo (1951–2021), Politiker (PLC, CD)
- Edgar Aristizábal Quintero (* 1965), katholischer Geistlicher, Bischof von Duitama-Sogamoso (seit 2024)
- William Palacio (1965–2001), Radrennfahrer
- Juan Carlos Cárdenas Toro (* 1968), katholischer Geistlicher, Bischof von Pasto (seit 2020)
- Andrés Díaz (* 1984), Radrennfahrer